# Canton de Forbach-I
Le canton de Forbach-I est un ancien canton français situé dans le département de la Moselle et la région Lorraine.

## Histoire
Le canton de Forbach-I est créé par le décret du 8 août 1967 scindant le canton de Forbach. Il est supprimé par le décret du 24 décembre 1984 réorganisant les deux cantons de Forbach en trois cantons (Forbach, Stiring-Wendel et Behren-lès-Forbach).

## Composition
Le canton de Forbach-I était composé de :
- une portion du territoire de Forbach,
- les communes de Behren-lès-Forbach, Œting, Petite-Rosselle, Schœneck et Stiring-Wendel.

## Représentation
| Période | Période | Identité                | Étiquette | Qualité |
| ------- | ------- | ----------------------- | --------- | --- |
| 1967    | 1973    | André Puyte (1906-2004) | DVD       | Ingénieur civil des Mines Adjoint au maire de Forbach                                                               |
| 1973    | 1985    | Charles Stirnweiss      | UDF-CDS   | Chef d'entreprise à Forbach Elu en 1998 dans le Canton de Forbach, élu en 1985 dans le canton de Behren-les-Forbach |